# さぬき夢街道

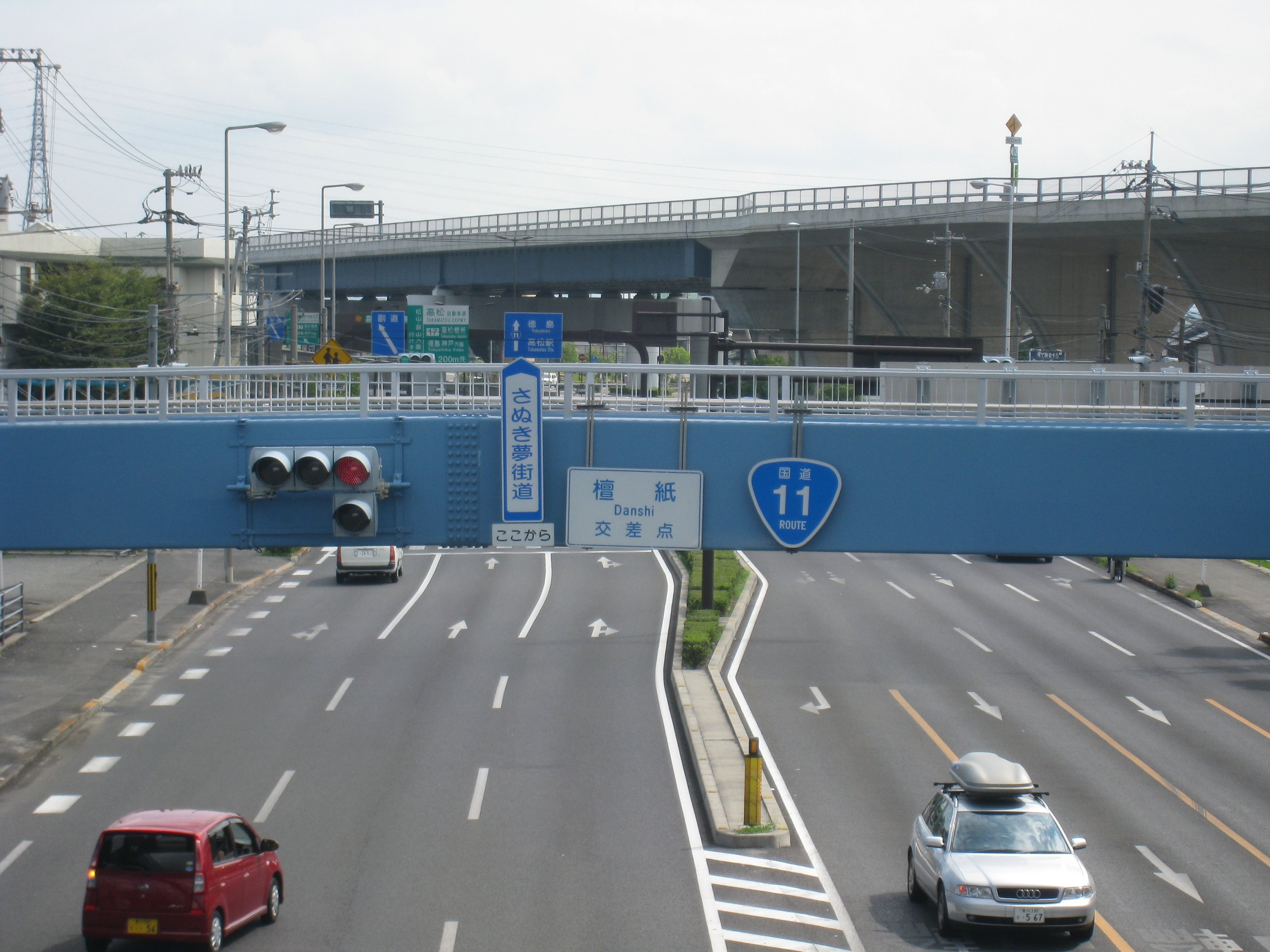
終点檀紙交差点

さぬき夢街道（さぬきゆめかいどう/Sanuki yumekaido）は、国道11号高松東道路のうち、一般道路となっている区間の愛称である。香川県木田郡三木町大字池戸（三木町・高松市境付近）の香川大学医学部北交差点から高松市檀紙町の檀紙交差点に至る11.9kmの区間を指す。この愛称は国土交通省の地元ラジオ局を通じた公募によって決定された。2004年2月12日に愛称を発表した。
その殆どは高松自動車道の高架橋の下を通る。沿線に高松檀紙インターチェンジがある。

## 備考
国道11号高松東道路のさぬき三木IC前交差点から香川大学医学部北交差点の区間は、さぬき夢街道に含まれない。